# みんなのラジオ。
『みんなのラジオ。』は、大分放送ラジオ（OBSラジオ）で放送されていたラジオ番組である。通称『みんラジ』。2012年10月2日放送開始。

## 概要
2012年のナイターオフ期に開始された番組で、OBSの新人アナウンサーが大分県内の大学に通う学生パーソナリティ、聴取者とともに成長を共有しあう番組である。毎回メッセージテーマを設定し、メール・ツイッターで寄せられたメッセージを基に番組を進めていく。初代メインパーソナリティにはこの年入社の飯倉寛子を起用。
番組開始当初から、Ustream配信を実施し、ラジオ放送終了後もUstreamのみのおまけ放送が行われていた。このスタイルは先行的にスタジオ内配信が行われていたHAMARooooN!!ステーションと同じ流れであった。
後に、イチスタ☆とBINGOでもスタジオ内風景の配信を開始したが、おまけ放送は行われていない。
番組内では、みんラジネームという番組内ニックネームで呼び合う。これはメインパーソナリティのアナウンサーも同様である。新しい出演者が登場すると、まず番組でみんラジネームを募集する。出演者やリスナーが提案した中から、本人がみんラジネームを決定する。
ただし、5期生は初出演時にみんラジネームが決定していた。
2013年のナイター中継開始に伴い、番組は土曜 22:00 - 23:00に移動。従前より放送時間が10分拡大された。
2013年9月21日 - 23日にかけて、OBSでは開局60周年記念番組「60時間ラジオ」が放送されたが、当番組ではこれまでで最長となる21日 3:00 - 5:30の150分間の生放送を行った。
2014年9月20日の放送で放送回数100回を達成した。翌週27日の放送をもって、飯倉が2年間務めた番組を卒業した。
2014年10月改編で2度目の時間移動が行われ、月曜 20:00 - 21:50の110分番組となった。従前より50分の放送時間拡大となる。また、2代目メインパーソナリティとして同年入社の賎川寛人が起用された他、これまで放送されていたまんでいジュークボックス内の一コーナー「ハイスクールラジオ」を当番組に内包することとなった。
2015年4月改編で放送開始時間が19:00からとなり、ほぼ3時間の番組となった。2期3期混成だった学生パーソナリティは、全員大学を卒業したため、改編後は新加入の4期のみとなった。また2期生だったみっきーが学生パーソナリティからメインパーソナリティに昇格した。
2015年10月改編で放送開始時間が再び20:00からとなった。またこの頃からLINEを導入し、これまでのTwitterやメールでの投稿と併用して、投稿されたメッセージを番組内で紹介している
2016年4月改編で放送開始時間が19:30からになった。メインパーソナリティのみっきーが卒業し、学生パーソナリティは5期生が加入した。また番組への曲のリクエストは事前受付となり、リクエストの多かった曲がかかることになった。
2016年9月19日、205回の放送をもって、番組が終了した。

## 放送時間
- 2012年10月2日[1] - 2013年3月26日：毎週火曜 21:00 - 21:50
- 2013年4月6日[6] - 2014年9月27日[9]：毎週土曜 22:00 - 23:00
  - 2014年4月5日 - 9月27日はそれまで1分間設けられていたステーションブレイクが廃止され、当番組終了後に次番組『キョートリアル!』に直接接続する形がとられた。
- 2014年9月29日[10] - 2015年3月23日：毎週月曜 20:00 - 21:50
- 2015年3月30日 - 9月21日：毎週月曜 19:00 - 21:50
- 2015年9月28日 - 2016年3月21日： 毎週月曜 20:00 - 21:55
- 2016年3月28日 - 2016年9月19日：毎週月曜 19:30 - 22:00

## パーソナリティ

### メインパーソナリティ
- 賎川寛人(2014年09月29日[10] - 、OBSアナウンサー)
  - みんラジネームは『ひろさん』[12]

### 学生パーソナリティ
毎回、数名が出演する。出演者紹介のページも参照。
学生パーソナリティは、4期生(2015年4月6日-)と5期生(2016年3月28日-)で構成されている。
ドックだけは2015年3月30日の放送に事前出演した
5期生加入時からは、オープニングで本名を言わず、学校名とみんラジネームを名乗る方式になった。
- 馬場博 (4期生)
  - みんラジネームは『ドック』大分県出身。今は放射線科医として県内勤務
- 川添董 (4期生)
  - みんラジネームは『ドレミちゃん♪』鹿児島県出身
- 山崎唯衣 (4期生)
  - みんラジネームは『ゆいもん』熊本県出身。2014年度大分市観光キャンペーンレディ。のちOBSアナウンサーとなり現在は地元・熊本のKABアナウンサー
- 大根田健太 (4期生)
  - みんラジネームは『けんてぃ↑』東京都出身

- オカリナ(5期生)　4期生で途中から出演していなかったかなっぺが改名して復帰した。
- ホーリー(5期生)　堀 彩華　2015年度ミス別府　現在、大分ケーブルテレコム
- つしまる(5期生)　みんラジネームの由来は長崎県対馬市出身だから
- まっちゃん(5期生)

### 過去のメインパーソナリティ
- 飯倉寛子（2012年10月2日[1] - 2014年09月27日[9]、OBSアナウンサー）    みんラジネームは『イクラちゃん』[13]。
- 佐藤美希(2015年3月30日 - 2016年3月21日[14] 、 元2期生) みんラジネームは『ミッキー』現在はFM大分

### 過去の学生パーソナリティ
- 矢野功大 (1期生)
  - みんラジネームは『やのっち』
- 安部ともな (1期生)
  - みんラジネームは『あべとも』
- 落合美佐紀 (1期生)
  - みんラジネームは『みさみさ』
- 池田壮志 (1期生)
  - みんラジネームは『そーやん』
- 山口果保 (1期生)
  - みんラジネームは『ぐっちー』
- 工藤友美 (1期生)
  - みんラジネームは『ともち』現在、大分ケーブルテレコム
- 奈良美人樹 (1期生)
  - みんラジネームは『ミトキング』
- 中野 正也 (2期生)
  - みんラジネームは『マサタク』
- 板井楓 (2期生)
  - みんラジネームは『めいちゃん』現在タレント
- 赤峰莉恵 (2期生)
  - みんラジネームは『りえぽん』
- 石田峻之 (3期生)
  - みんラジネームは『部長』
- 蓑浦里依 (3期生)
  - みんラジネームは『みーちゃん』現在、OBS大分放送ラジオスタッフ
- 赤堀志展 (3期生)
  - みんラジネームは『のぶ』
- 岡森可南子(4期生)
  - みんラジネームは『かなっぺ』関東の番組制作会社員時代に、テレビ朝日「ソノサキ」で番組ADとして出演（焼肉店で使用された網のソノサキ等）。現在SNSコンサル業

2期生は（2013年4月6日 - ）、3期生は（2014年4月10日 - ）。番組卒業時期は学生卒業に準じるか個人的理由のため期にかかわらず不定である。

## コーナー

### レギュラー
- ボイス
  - 街頭で10代の皆さんに今日のテーマについてインタビューするコーナー。
- 大分をリサーチ
  - 大分の人、物、事についてテーマを決め、街頭インタビューとLINEアンケートを使って集計をとる。
- みんなのトレンド
  - 今を紹介するコーナー。流行っていることや新製品など、ひろさんが独自のアンテナを張って調査したことを紹介する
- 時報のコーナー
  - 20時に流れる時報の後に「はちじ！」と叫ぶコーナー。
- ハイスクールラジオ（21:00 - 21:10）
  - まんでいジュークボックスから受け継いだコーナー。大分県内の高校で部活動に励む生徒にインタビューする。このコーナーも賎川が担当。

### 不定期
- 大分発掘係
  - 大分の名物など、「大分」にちなんだ「大分」が元気になる話題をお届けするコーナー。
- ひろさんのプロレス大好き
  - プロレスの県内公演がある際に、興行団体や選手のことをプロレス大好きひろさんが熱く語るコーナー。

### 過去
- みんなの知恵袋
  - 身近な疑問、悩みをパーソナリテイーやリスナーで解決していくコーナー。
- あなたの耳にイクラちゃんが、おじゃましま～す
  - リスナーからリクエストされた歌をイクラちゃんが歌うコーナー。
- 週刊イクスポ
  - その日の出演者が、先週体験した出来事を話す。コーナー名の由来は初代メインパーソナリティであった飯倉のニックネームから。
- みんなの1週間
  - その日の出演者が、前の週に体験した出来事を話す。週刊イクスポから名称変更した。
- みんなのリクエスト 
  - 事前にメールで寄せられた楽曲のリクエストに応えるPart1（パートいち）と、 学生パーソナリティが薦める楽曲を紹介し、進行も学生のみで行うPart2（パートに）があった。
- PUSH!
  - 出演者やリスナーがお勧めする曲、物、人、行事などを紹介するコーナー。
- リクエストゾーン
  - ハイスクールラジオ以降の21時台はリクエストされた曲をかけていた。リクエストには曲名の1文字目が50音順に指定される縛りを入れていた。

## エピソード
- 2013年10月26日と11月2日の放送は、プロ野球日本シリーズ中継の為休止となった[15][16]。
- 2014年7月12日の放送は飯倉が不在の為、学生パーソナリティのみで番組を進行した[17]。
- 2014年8月9日の放送では、当時大分県内に台風11号が接近中であったことから、安全を考慮し学生パーソナリティは自宅待機となった。この為、HAMARooooN!!ステーションの生放送を終えて間もない首藤健二郎とフレンチ河野の2名が急きょ出演した[18]。
- 2015年3月30日の放送では、改編に伴い放送時間が延長されたため、翌週以降番組をどうするかをリスナーと共に考える放送となった。
- OBSラジオスペシャルウィーク期間中に放送された2015年11月30日の放送では、前メインパーソナリティ飯倉が番組卒業以来のスタジオ入りし、現メインパーソナリティの賎川は別府市内からの中継を行った。中継には学生パーソナリティのゆいもんが同行した。最初の中継地APUでは、同校在学中の学生パーソナリティけんてぃ↑が学校紹介や留学生の通訳として放送に加わった他、同じく同校在学中の元学生パーソナリティまさたくも出演した。
- 2016年3月21日のみっきー卒業回では、元2期生のめいちゃんがスタジオに乱入して、リスナーからみっきーへのプレゼントとメッセージを紹介した。
- 2016年4月18日の放送では、前週にあった熊本大分地震について話をしている最中に緊急地震速報が流れ、スタジオ内でも揺れを体感する余震が発生し(竹田市萩町では最大震度5強を観測)、番組はそこで打ち切られ、その後は地震情報を流した。
- 賎川とどっくが高校時代の同期生だったことは、Ustreamのおまけ放送では明かされていたが、本放送では明かされることなく終了した。